# Křížová cesta (Radňovice)
Křížová cesta v Radňovicích v okrese Žďár nad Sázavou vede z obce severovýchodním směrem na Harusův kopec.

## Historie
Křížová cesta byla vybudována roku 2011. Vede od kaple před základní školou k lesu na úbočí Harusova kopce a je dlouhá 880 metrů. Tvoří ji čtrnáct obrázků s pašijovým výjevem upevněných na vztyčených neopracovaných kamenech. U každého zastavení je lavička. Na začátku cesty v Radňovicích se nachází Lurdská jeskyně. Na konci cesty jsou vztyčeny tři dřevěné kříže.
Křížová cesta byla za účasti občanů z Radňovic a okolí požehnána dne 18. září 2011 novoměstským děkanem Mons. Janem Daňkem.